# Етноагролісомеліорація
Етноагролісознавство — це наука про землеустрій для одночасного виробництва продуктів харчування, сільськогосподарських культур і дерева. Цей дослідницький підхід, який забезпечує теоретичну базу, що об’єднує соціально-екологічні дисципліни та ТЕК.